# Von Ghyczy

Geslachtswapen (Nederland, 1986)

Von Ghyczy (eerst: Ghyczy) is een Nederlands, oorspronkelijk Hongaars geslacht dat sinds 1986 tot de Nederlandse adel behoort.

## Geschiedenis
De stamreeks begint met Lénart Ghyczy, afkomstig uit Gic. In 1564 werden enkele leden door keizer Maximiliaan II in hun adeldom bevestigd. Een nakomeling van hem in de 13e generatie vestigde zich in Nederland: Tihamér József Lászlò Ghyczy (1915-2000).
Ghyczy werd in 1915 geboren als Tihamér Ghyczy de Gicz, Assa et Abláczkürth. Hij verkreeg bij KB van 29 maart 1986 naamswijziging tot von Ghyczy. Bij KB van 4 december 1986 werd hij ingelijfd in de Nederlandse adel en verkreeg voor hem en zijn nakomelingen het predicaat jonkheer en jonkvrouw. Hij had drie dochters en een zoon.

### Trivia
Verwanten van deze familie bewonen het kasteel Nieuwenbroeck in Beesel: Peter Ghyczy de Gicz (1940), architect, en Barbara Agnes Maria von Kempis (1947). Zij stamt in vrouwelijke lijn af van de familie Ruijs de Nieuwenbroeck, een tak van de familie Ruijs de Beerenbrouck.